# Homberger TS
Die Homberger Turnerschaft ist ein 1862 gegründeter Sportverein aus dem nordhessischen Homberg (Efze). Überregional bekannt ist vor allem die Tischtennisabteilung, deren Damenmannschaft insgesamt drei Jahre in der 1. Bundesliga aktiv war und 2006 den ETTU-Pokal gewann.

## Tischtennis
Im Jahr 1998 stieg der Verein erstmals in die 2. Tischtennis-Bundesliga der Damen auf, 2003 gelang der Aufstieg in die 1. Bundesliga, aus der man allerdings nach einer Saison wieder abstieg. Mit 39:1 Punkten gelang in der Saison 2004/05 der erneute Aufstieg in die 1. Liga (Yin Na, Kristin Silbereisen, Sandra Paović, Dana Hadačová, Tatjana Mancic, Zhenqi Barthel, Anna Baklanova). 
In der Saison 2005/06 belegte die Mannschaft den 6. Tabellenplatz und feierte mit dem Gewinn des ETTU-Pokals ihren größten Erfolg. Daran waren die Spielerinnen Wenling Tan Monfardini, Zhenqi Barthel, Yin Na und Anna Janta-Lipinska beteiligt.
Nach dem drittletzten Platz in der Liga zog der Verein 2007 die Mannschaft freiwillig in die 2. Bundesliga zurück, wo sie 2007/08 den vierten und 2008/09 den zweiten Platz in der Südgruppe erreichte. Am 28. April 2009 gab der Verein bekannt, nach dem Rücktritt des langjährigen Managers Volker Koch die Mannschaft aus der 2. Liga zurückzuziehen. In der Spielzeit 2009/10 starteten die Damen der Homberger TS in der Oberliga und gewannen dort die Meisterschaft. Zur Saison 2010/11 übernahm Eintracht Baunatal den Oberliga-Startplatz und den größten Teil der Mannschaft von der Homberger TS, die keine eigene Damenmannschaft mehr zum Ligaspielbetrieb meldete.